# Route nationale 680a
Pour les articles homonymes, voir Route nationale 680 (homonymie).
La route nationale 680A ou RN 680A était une route nationale française reliant Mauriac à Ally. À la suite de la réforme de 1972, elle a été déclassée en RD 681.

## Ancien tracé (D 681)
- Mauriac
- Ally